# Zdobnice
Zdobnice (en allemand : Stiebnitz) est une commune du district de Rychnov nad Kněžnou, dans la région de Hradec Králové, en République tchèque. Sa population s'élevait à 197 habitants en 2020.

## Géographie
Zdobnice se trouve dans les monts Orlické hory, partie centrale de la chaîne des Sudètes, à 13 km au nord-est de Rychnov nad Kněžnou, à 42 km à l'est de Hradec Králové et à 142 km à l'est-nord-est de Prague.
La commune est limitée par Liberk au sud-ouest, à l'ouest et au nord, par Orlické Záhoří et Říčky v Orlických horách à l'est, par Rokytnice v Orlických horách au sud-est.

## Histoire
La première mention écrite de la localité date de 1550.